# Communistische symboliek
Communistische symboliek bestaat uit een reeks van symbolen die het communisme vertegenwoordigen. Deze thema's kunnen omvatten (maar zijn niet beperkt tot) de revolutie, het proletariaat, de boeren, de landbouw, of internationale solidariteit. Communistische staten, partijen en bewegingen gebruiken deze symbolen om solidariteit te creëren binnen hun beweging.
In Hongarije, Letland, Litouwen, Polen en Moldavië zijn communistische symbolen verboden.

## Hamer en sikkel

### Beschrijving
De hamer en sikkel (Unicode: ☭) zijn een symbool van de communistische beweging.  De hamer staat voor de industriële arbeidersklasse, terwijl de sikkel staat voor de landarbeiders, samen staan de hamer en sikkel voor de eenheid van deze twee groepen.

### Geschiedenis
De hamer en sikkel werden voor het eerst gebruikt tijdens de Russische Revolutie, maar het was niet het officiële symbool van de Russische Sovjet Federatieve Socialistische Republiek tot 1924.

## Rode ster

### Beschrijving
De vijf-puntige rode ster, een pentagram zonder zichtbaarheid van de omtrek van de binnenste regelmatige vijfhoek, is een symbool van het communisme, alsmede van het bredere socialisme in het algemeen.

### Geschiedenis
De rode ster was een van de emblemen, symbolen en signalen die de Sovjet-Unie onder het bewind van de Communistische Partij van de Sovjet-Unie, samen met de hamer en sikkel gebruikte. Het symbool werd ook gebruikt als een badge in de Duitse concentratiekampen ten tijde van Adolf Hitler en de Tweede Wereldoorlog om communisten te markeren.

## Rode vlag

### Beschrijving
De rode vlag wordt vaak gezien in combinatie met andere communistische symbolen en partij namen. De vlag wordt gebruikt bij verschillende communistische en socialistische demonstraties zoals May Day. De vlag wordt ook vaak geassocieerd met socialisme.

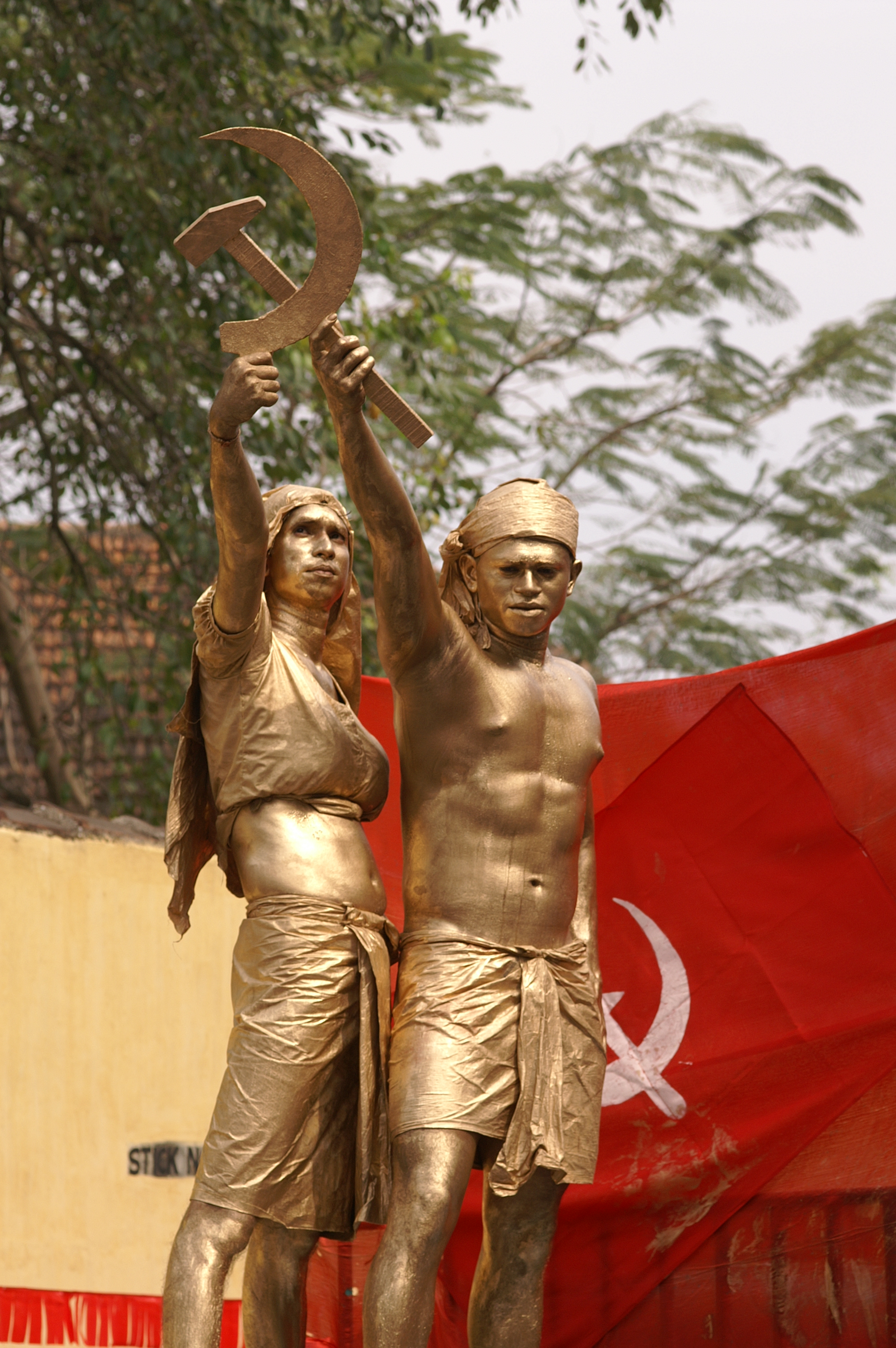
Een standbeeld in een communistische demonstratie in Kerala, India, wat twee arbeiders laat zien die de hamer en sikkel vormen.